# Українці Бельгії
Українці в Бельгії — особи з українським громадянством або національністю, які перебувають на території Бельгії.
Активну громадську діяльність здійснюють Український допомоговий комітет, Об'єднання українок Бельгії (ОУБ), Союз українців у Бельгії (СУБ), Союз української молоді в Бельгії (СУМ) та Promote Ukraine. Діяльність зазначених об'єднань і організацій координується Головною радою українських громадських організацій Бельгії (ГРУГОБ). Діяльність українських церков — православної і католицької — також перебуває під егідою ГРУГОБ.
Нині в Бельгії проживає понад чотири тисячі громадян українського походження. Більшість з них мешкають у містах Генк, Льєж та Брюссель. Зайняті вони переважно в різних галузях економіки і сфери обслуговування. Самі ж українці підрахували, що з них лише 1.200 осіб вільно володіють українською мовою.
Українська громада в Бельгії і далі прагне зберегти своє національне обличчя та духовну самобутність у країні проживання в умовах іншомовного оточення, вона впродовж багатьох років сприяла тому, щоб Україна стала незалежною, а сьогодні у свій спосіб долучається до творення сучасної демократичної держави.
На думку керівників українських релігійних конфесій, українці, які залишились в Бельгії для постійного життя, нині живуть розсіяно, і лише рідна церква зберігає їх від повної денаціоналізації. Виросло молоде покоління громадян українського походження, яке здобуло освіту у бельгійських вищих навчальних закладах. Сьогодні в Бельгії працюють лікарі, інженери, адвокати, професори українського походження. Молодь дедалі рідше ходить до церкви й пасивно ставиться до участі в церковному житті.

## Історія

### Перша хвиля
До Першої світової війни в Бельгії проживала незначна кількість українців (робітники та студенти), які створили в Льєжі першу українську організацію.

### Друга хвиля
Під час Визвольних змагань 1917—1920 було проголошено Українську Народну Республіку, але під ударами більшовицької Червоної армії вона була окупована. Однак уряд УНР встиг налагодити в деяких столицях Європи свої дипломатичні представництва. Право на перебування у Бельгії одержали вояки армії УНР — приблизно 600 осіб.

### Третя хвиля
З середини 1920-х до кінця 1930-х до Бельгії прибула переважно економічна еміграція з Галичини. Емігранти працювали на ріллі, текстильних фабриках, жінки по хатах як прибиральниці та куховарки, але більшість приїжджих були зайняті у металургії, шахтах.
Українські емігранти були вельми активними, організованими, надто в містах Брюссель, Серен, Льєж. Частина з них були студенти, які зокрема навчалися в Лювенському Католицькому Університеті.
1929 року засновано Національний Союз Українських Студентів (НаСУС).
Усіх студентів, робітників з далекою Україною єднали національні Церкви: Українська Католицька Церква східного обряду (УГКЦ) та Українська Автокефальна Православна Церква (УАПЦ).
Українці мали свої хори, оркестри, театри, партійні формування. Постали культурницькі та релігійні організації.
Під час Другої світової війни більшість українців залишили територію Бельгії.

### Четверта хвиля
1945 до Бельгії переїхало із Німеччини майже 2 тисячі українців, які були туди вивезені на примусові роботи.
1947 кількість українців зросла до 10 тисяч за рахунок осіб, які, перебуваючи у таборах для переміщених осіб, уклали контракти на працевлаштування в Бельгії терміном на 2 роки. По закінченню терміну дії цих контрактів значна частина повернулася до Німеччини або виїхали до США та Канади.
На початку 1950-х багато українських біженців у Бельгії виїхали за океан. Було обезголовлено організації, які втратили і своїх членів. У країні залишилися переважно інваліди або хворі, яким імміграційні комісії відмовили у виїзді через поганий стан здоров'я. Залишились ті, що вже звикли до бельгійських умов. Були й такі, що повернулися до Німеччини. Відбувалися також перегрупування родин, які роз'єднали воєнні події. Структури парохій залишилися цілими. Цей позитивний факт, безперечно, пришвидшив реорганізацію української спільноти.
1966 три крайові організації — УДК, ОУБ і СУМ — придбали оселю Франкополе, розміщену на десяти гектарах у мальовничих Арденнах. На території цього виховно-відпочинкового центру впродовж багатьох років неодноразово відбувалися молодіжні літні табори, зимові курси українознавства для студентської молоді, а також різні наради, з'їзди й конгреси українських організацій.
Наприкінці 1970-х років українські організації почали згортати свою діяльність. Це було насамперед пов'язане зі зміною поколінь. Краще збереглись релігійні організації, оскільки священики відзначалися великою активністю і прагнули згуртувати українців навколо церкви.

## Організації

### Український допомоговий комітет
Створений 1947-49, мав 26 філій і три станиці з чотирма тисячами членів, понад 10 хорів, танцювальних і драматичних гуртків.
Бельгійсько-український хор імені Тараса Шевченка, музично-вокальний ансамбль «Явір», танцювальна група «Полтава» з провінції Лімбург, здобули популярність не лише в Бельгії, а й у Франції, Німеччині, Люксембурзі, Австрії, де вони неодноразово виступали з концертами.

### Об'єднання українок Бельгії[2]
Перший осередок жіночої організації створено до початку Другої світової війни в околицях Льєж-Серен. Незмінною Головою цієї організації була пані Мартинова з Льєжу. Організація підтримувала контакт із Союзом жінок Галичини.
Після Другої світової війни багато українських жінок залишилося у Бельгії, більшість стали дружинами гірників і разом з чоловіками вступили до Українського Допомогового Комітету (УДК).
1946-1947 у Брюсселі утворено Жіночу Секцію при Українському Допомоговому Комітеті під проводом пані Доброславської. Після смерті Голови робота секції завмерла.
1947 у Льєжі утворено Гурток Жіноцтва під проводом пань Худої та Михайлів, цей гурток існував нетривалий час.
20 червня 1948 у Брюсселі на другому з'їзді УДК вперше до складу Управи обрано жінку, яка очолила ділянку працю з жіноцтвом, з повною моральною і матеріальною підтримкою з боку УДК.
31 жовтня 1948 у Брюсселі відбувся перший Конгрес Українців у Бельгії. Під час робіт Жіночої Комісії, на яких були присутні 18 представниць від різних осередків, одноголосно ухвалили створити окрему жіночу організацію — Об'єднання українок Бельгії (ОУБ).
Першою Головою ОУБ була пані Зінаїда Витязь.
У листопаді 1948 у США засновано Світову Федерацію Українських Жіночих Організацій (СФУЖО). Однією з оргінізацій-засновниць була ОУБ.
1949 у Бельгії утворюються секції ОУБ.
Під кінець 1950 їх було 15.
1952—1960 відбулася велика еміграція українців з Бельгії за океан. Кількість секцій ОУБ зменшилася до 5.
Станом на 2015 існували 3 відділи: Антверпен, Льєж-Серен. Брюссель.

### Союз українців Бельгії
Союз українців Бельгії (СУБ) створено 1949, проводить заходи в приміщенні Української автокефальної православної церкви у м. Буссуа-Мораж.

### Українська автокефальна православна церква

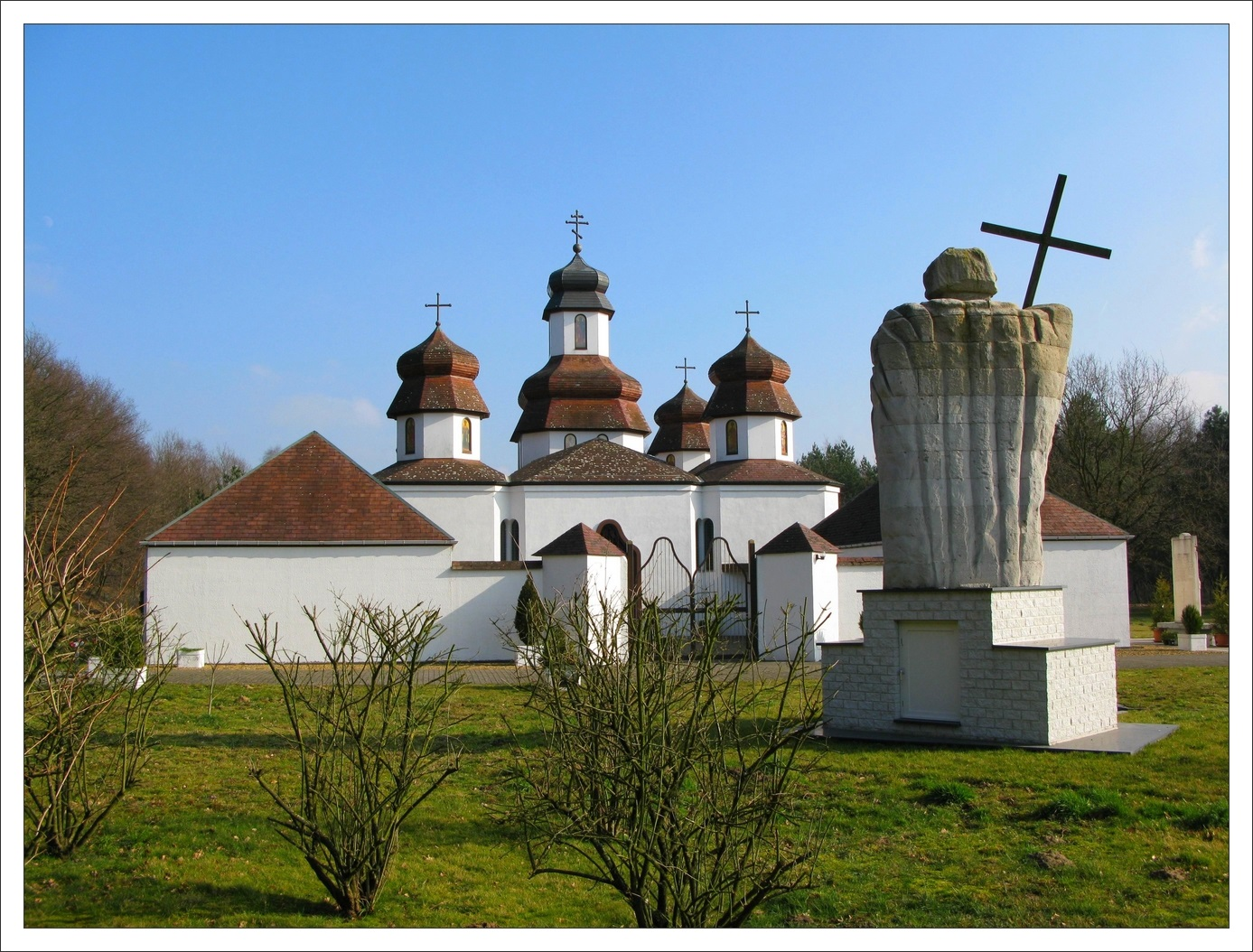
Українська православна церква в місті Генк

1948 в місті Генк започатковано православну громаду УАПЦ. Богослужіння відправлялися у барачній церкві, яка була мало придатною для користування. Після звільнення бараку громада відправляла свої богослужіння в орендованому приміщенні в Генку, до завершення будівництва церкви і прицерковних приміщень, освячення нової церкви відбулося 24 серпня 1986.
Нині православну парафію обслуговує диякон Віталій Дерев'янка. 1988 православна церква Святого архистратига Михаїла в Генку стала головним центром відзначення й святкування в Західній Європі тисячолітнього ювілею хрещення України-Русі. Побудована на кошти української громади церква в місті Генк стала не лише місцем релігійних відправ українців, а й осередком збереження та пропагування культури, історії, традицій та звичаїв українського народу. При церкві діє музей виробів сучасного українського прикладного мистецтва. Тут періодично влаштовуються різноманітні виставки (українських писанок, вишивок, ікон, листівок, декоративного мистецтва тощо), відбуваються концерти артистів з України. Коштом православної громади в місті Генк видано пісні з репертуару відомого українського кобзаря і лірника Василя Нечепи, який виступав тут з добродійними концертами.

### Українська греко-католицька церква
Помітним духовним осередком української громади в місті Генк є греко-католицька парафія Св. І. Хрестителя. 22 квітня 2001 в приміщенні церкви відбулось офіційне відкриття виставки українських вишиваних ікон та образів з колекції музею міста Львів. Ця культурно-мистецька подія відбувалася під патронатом посла України в державах Бенілюкс Володимира Хандогія, апостольського екзарха українців-католиків у державах Бенілюкс, Франції та Швейцарії Михаїла Гринчишина і архієпископа лондонського, західноєвропейського і новозеландського УАПЦ в діаспорі Іоанна.